# Polygonatum involucratum
Polygonatum involucratum es una especie de planta de perteneciente a la familia de las asparagáceas. Se encuentra en Asia.

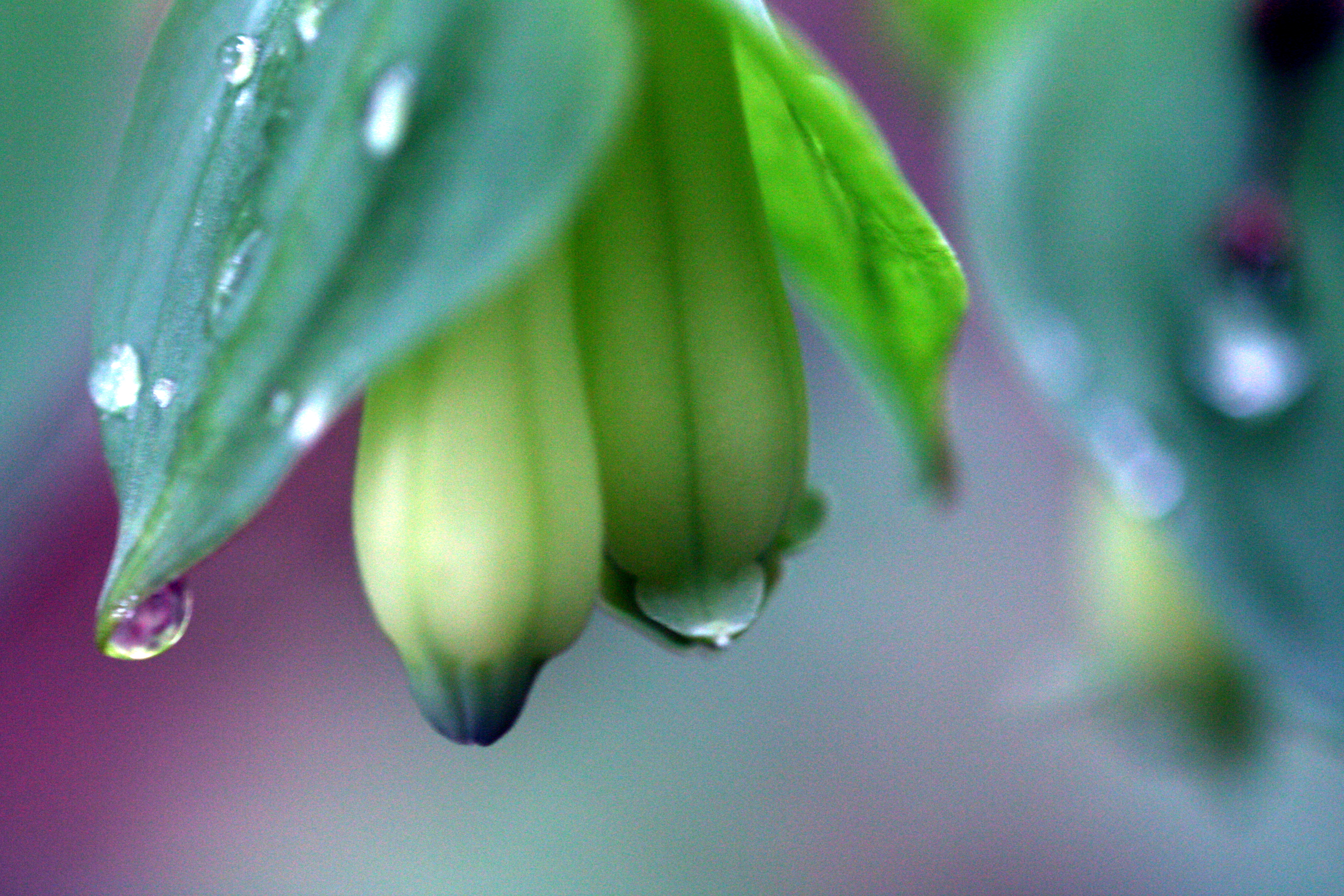
Detalle de las flores

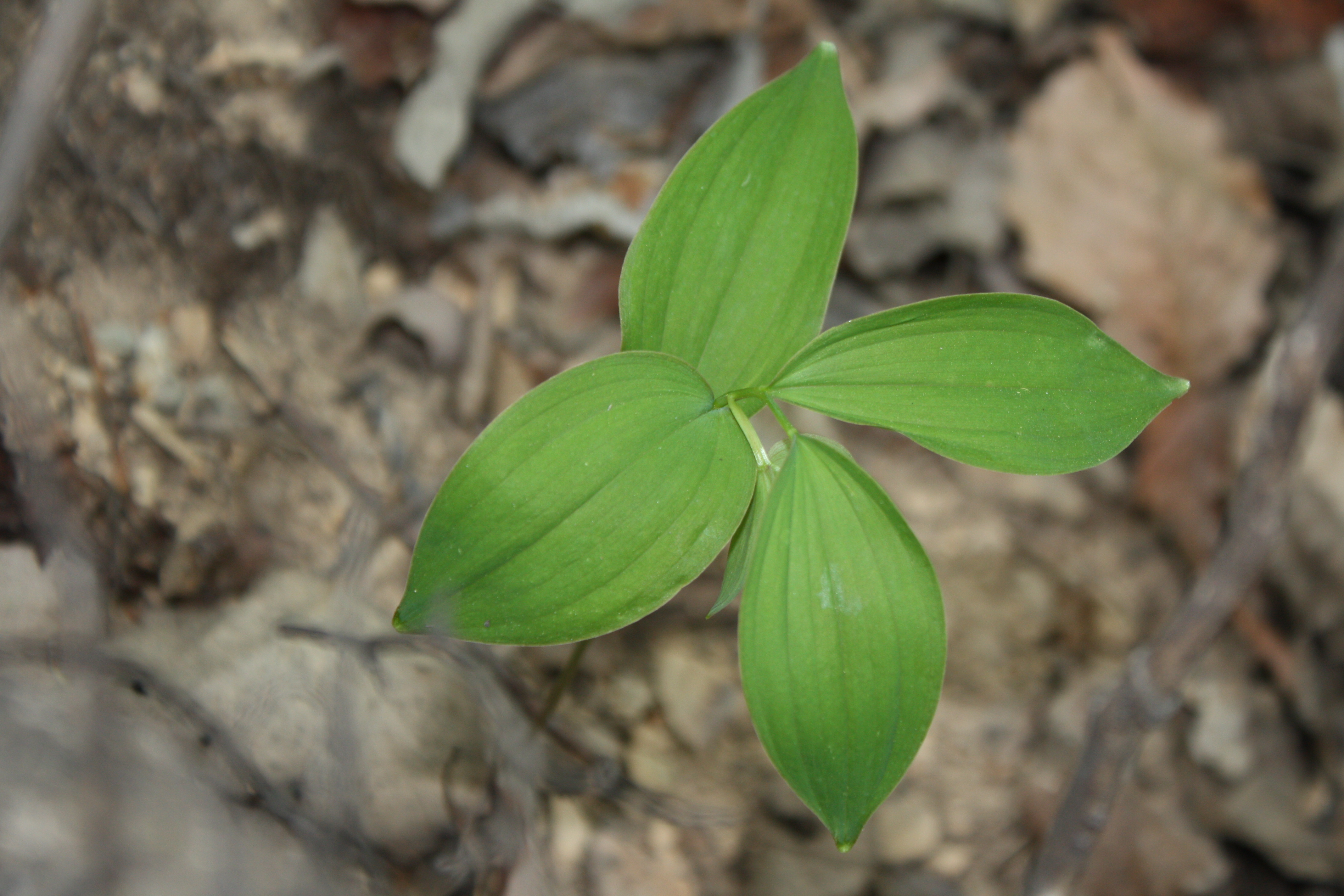
Detalle de las hojas

## Descripción
Polygonatum involucratum es una planta herbácea con rizomas cilíndricos, de 3 - 5 mm de espesor y delgados. Las hojas en número de 4-7, con pecíolo corto; las láminas ampliamente elípticas a ovadas, por lo general de 5 a 10 × 3-6 cm, base glabra, redondeada o cónica, ápice agudo a cortamente acuminado. Las inflorescencias con dos flores; con pedúnculo de 1 - 2 cm, glabro; 2 brácteas,  ovadas a ampliamente ovado-elípticas. Las flores colgantes; con periantos blanco verdosos, cilíndricos. Los frutos en forma de bayas de 1 cm de diámetro. Florece en mayo-junio, fructifica en agosto-septiembre. Número cromosomático: 2 n = 18 * (20, 22).

## Distribución y hábitat
Se encuentra en los bosques, laderas sombreadas y húmedas, a una altitud de 700 - 1400 metros en Hebei, Heilongjiang, Henan, Jilin, Liaoning, Mongolia Interior, Shaanxi, Shanxi en China y Japón, Corea, Rusia (Extremo Oriente)].

## Taxonomía
Polygonatum involucratum fue descrita por (Franch. & Sav.) Maxim. y publicado en Mélanges Biologiques Tires du Bulletin (Physico-Mathématique de l'Académie Impériale des Sciences de St.-Pétersbourg) 11: 844–845, en el año 1883.
Sinonimia
- Periballanthus involucratus Franch. & Sav.	basónimo
- Polygonatum ibukiense (Makino) Makino
- Polygonatum periballanthus Makino
- Polygonatum periballanthus var. ibukiense Makino
- Polygonatum platyphyllum Franch.[3]